# Vaterschaftsurlaub
Ein Vaterschaftsurlaub ist eine Freistellung von der Arbeit aufgrund von Vaterschaft. Die Zeit wird auch als Vaterschaftsfreistellung bezeichnet. Ein Vaterschaftsurlaub ist üblicherweise eine bezahlte Freistellung, ähnlich wie der Mutterschaftsurlaub, der nur innerhalb vorgegebener Zeit nach der Geburt eines Kindes in Anspruch genommen werden kann, da der Anspruch andernfalls verfällt. In einzelnen Staaten ist vorgesehen, dass in Ausnahmefällen wie Tod, Krankenhausaufenthalt der Mutter, Verlassen des Kindes oder ausschließlicher Anvertrauung des Kindes an den Vater der Mutterschaftsurlaub in einen Vaterschaftsurlaub umgewandelt werden kann.
In Ergänzung des Vaterschaftsurlaubs ist in vielen Staaten eine Väterkarenz, als Freistellung auch des Vaters bei Krankheit eines Kindes (Pflegeurlaub), aber auch andere Formen zeitweiliger Erwerbsunterbrechung oder -reduzierung für die Familienpflege unabhängig vom Alter der Kinder vorgesehen.

## Europäische Union
- Die Richtlinie 2010/18/EU (Elternzeitrichtlinie) legt für Mütter und Väter ein individuelles Recht auf einen Elternurlaub von mindestens vier Monaten im Fall der Geburt oder der Adoption fest. Diese Richtlinie wurde abgelöst durch die Nachfolgende Richtlinie (EU) 2019/1158, die bis zum 2. August 2022 in nationales Recht umzusetzen war und einen Vaterschaftsurlaub von mindestens 10 Tagen vorschreibt, der mindestens in Höhe des Krankengeldes zu vergüten ist.[1]
- Beamte der EU-Kommission haben nach der Reform ihres Statuts seit dem 1. Mai 2004 Anrecht auf 20 Wochen Mutterschaftsurlaub beziehungsweise 10 Tage Vaterschaftsurlaub, jeweils ohne Gehaltseinbußen, sowie einen individuellen Anspruch auf sechs Monate Elternurlaub unter Zahlung einer monatlichen Vergütung.[2]

## Regelungen in Europa

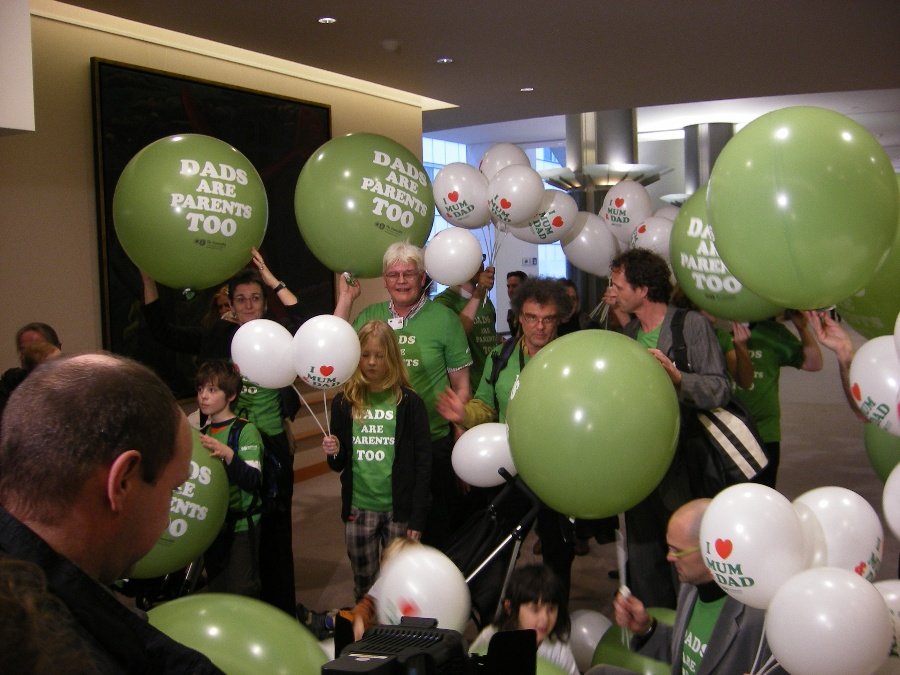
Demonstration für Vaterschaftsurlaub im Europäischen Parlament

- In Belgien besteht ein verpflichtender Vaterschaftsurlaub von drei Tagen mit 100 % durch den Arbeitgeber bezahltem Entgelt. Arbeitnehmer, die in den letzten 15 Monaten mindestens 12 Monate angestellt waren, haben Anspruch auf sieben weitere, durch die Krankenversicherung zu 82 % bezahlten Tagen Vaterschaftsurlaub innerhalb der ersten 30 Tage nach der Geburt. Stirbt die Mutter oder erkrankt sie schwer, kann der noch nicht genutzte Mutterschaftsurlaub vom Vater genommen werden und wird in Höhe von 60 % des Arbeitsentgelts bezahlt.[3] Darüber hinaus gibt es für Väter ebenso wie für Mütter die Möglichkeit, den sogenannten „Elternurlaub“ zu nehmen. Dieser kann bis zu vier Monate Vollzeit umfassen – oder entsprechend mehr Monate in verschiedenen Teilzeitmodellen.[4]
- In Dänemark wird ein Vaterschaftsurlaub von zwei Wochen Vätern gewährt, die in den vorangehenden 13 Wochen mindestens 120 Stunden berufstätig waren oder selbständig, arbeitslos gemeldet oder in Berufsausbildung sind. Er muss während des 14-wöchigen Mutterschaftsurlaubs in Anspruch genommen werden. Zusätzlich besteht ein Anspruch auf Elternzeit, die zwischen den Eltern geteilt werden kann.[5]
- In Deutschland besteht kein in seiner Dauer festgelegter gesetzlicher Anspruch auf Vaterschaftsurlaub. Laut Urteil vom 18. Januar 2001 des Bundesarbeitsgerichts haben verheiratete Väter allerdings aufgrund § 616 BGB einen Anspruch auf Sonderurlaub mit Lohnfortzahlung.[6] Beamte haben in Deutschland gemäß § 21 der Sonderurlaubsverordnung bei Niederkunft der Ehefrau oder der Lebenspartnerin Anspruch auf einen Arbeitstag Sonderurlaub. Für Angestellte ist der konkrete Anspruch von meist einem Tag häufig im Arbeitsvertrag, im Tarifvertrag oder einer Betriebsvereinbarung geregelt. Seit 1. Januar 2001 können beide Elternteile ganz oder zeitweise zusammen in Elternzeit gehen, bis dahin war lediglich eine Abwechslung der Eltern möglich.[7][8] Das Bundesministerium für Familie, Senioren, Frauen und Jugend ging davon aus, das Elterngeld würde Mütter und Väter damit bereits besser stellen, als es die EU-Richtlinie vorsieht.[6] Im Koalitionsvertrag der 20. Wahlperiode (seit 2021) wurde vereinbart: „Wir werden eine zweiwöchige vergütete Freistellung für die Partnerin oder den Partner nach der Geburt eines Kindes einführen. Diese Möglichkeit soll es auch für Alleinerziehende geben.“[9] Selbständige Väter sollen von dieser Regelung ausgeschlossen werden.[10]
- In Frankreich besteht seit dem 1. Juli 2021  ein Anspruch auf insgesamt 25 Kalendertage bezahlten Vaterschaftsurlaub (zuvor: 14 Tage); im Fall einer Mehrlingsgeburt erhöht er sich um 7 Kalendertage. Unmittelbar nach der Geburt gilt zunächst der im Arbeitsgesetzbuch vorgesehene Geburtsurlaub. Vier Kalendertage des Vaterschaftsurlaubs sind unmittelbar nach dem Geburtsurlaub zu nehmen, alle weiteren können innerhalb der 6 Monate nach der Geburt des Kindes verteilt werden, wobei der Arbeitgeber spätestens einen Monat im Voraus informiert werden muss.[11][12]
- In Großbritannien besteht ein Anspruch auf zwei Wochen Vaterschaftsurlaub, für alle Väter in gleicher Höhe bezahlt (Stand 2007: 154 Euro). Zusätzlich besteht ein individueller Anspruch auf 13 Wochen unbezahlte Elternzeit für jeden Elternteil.[13]
- Italien – In Südtirol, im deutschsprachigen Teil Italiens, spricht man im Fall der Umwandlung von Mutter- in Vaterschaftsurlaub von einer „Freistellung wegen Vaterschaft“.[14]
- In Österreich wird der gesetzliche Anspruch auf Vaterschaftsurlaub (Väterkarenz) über das Väter-Karenzgesetz[15] geregelt. Das Bundesgesetz gilt (Stand 2021) für Arbeitsverhältnisse und Dienstverhältnisse, die auf einem privatrechtlichen Vertrag beruhen, für öffentlich-rechtliche Dienstverhältnisse zum Bund sowie gewisse Dienstverhältnisse, die gesetzlich vom Bund zu regeln sind, und für Beschäftigungsverhältnisse, auf die das Heimarbeitsgesetz 1960 anzuwenden ist. Die Elternkarenzzeit können sich Väter und Mütter teilen. Seit 1. September 2019 gibt es einen gesetzlich verankerten Vaterschutzmonat („Papa-Monat“) als Frühkarenz mit entsprechender Änderung des Väter-Karenzgesetzes.[16][17] Für den Bundesdienst und die Stadt Wien gibt es den „Papa-Monat“ bereits seit 2011.[18]
- In Schweden besteht zusätzlich zum Anspruch auf Elternzeit ein Recht auf 10 Tage Freistellung für Väter innerhalb der ersten 3 Monate nach der Geburt, bei Lohnersatz in Höhe von 80 %.[19]
- Die Schweiz kannte bis 2020 keinen gesetzlichen Anspruch auf Freistellung für Väter. Einzelne Arbeitgeber und die öffentliche Verwaltung einzelner Kantone sahen aber bereits vorher einen Vaterschaftsurlaub vor.[20][21] In der Schweiz sind Vaterschaftsurlaube in verschiedenen Beamtenordnungen und Gesamtarbeitsverträgen vorgesehen,[22] beispielsweise in den Kantonen Zürich und Bern. Die Bundesangestellten haben Anspruch auf 10 Ferientage für Kinder, die seit dem 1. Januar 2014 geboren sind. Eine am 2. August 2017 zustande gekommene Volksinitiative (Eidgenössische Volksinitiative ‘Für einen vernünftigen Vaterschaftsurlaub – zum Nutzen der ganzen Familie‘) wollte den Stimmberechtigten den Vorschlag vorlegen, auf Bundesebene einen gesetzlichen Anspruch auf Vaterschaftsurlaub von mindestens vier Wochen einzuführen.[23] Nachdem sich das Parlament für einen zweiwöchigen Vaterschaftsurlaub ausgesprochen hatte, wurde die Initiative zurückgezogen.[24] Am 27. September 2020 befürwortete das Schweizer Stimmvolk die Einführung eines gesetzlichen zweiwöchigen Vaterschaftsurlaubs. Die Umsetzung erfolgt auf den 1. Januar 2021 und wird über die Erwerbsersatzordnung finanziert.[25]
- In Spanien besteht ein Anspruch auf einen Vaterschaftsurlaub von 13 Tagen, ab dem zweiten Kind 15 Tagen. Der Vaterschaftsurlaub kann auch halbtägig beansprucht werden und besteht dann für die doppelte Zeitdauer. Ab dem dritten Kind oder bei behindertem Kind haben Väter seit dem 1. Januar 2009 Anspruch auf eine 20-tägige Freistellung. Der Vaterschaftsurlaub wurde im März 2007 von der sozialistischen Regierung im Rahmen des sogenannten Gleichheitsgesetzes eingeführt. Am 9. Dezember 2008 verabschiedete der Abgeordnetenkongress einstimmig eine Vereinbarung, die eine Erweiterung des gesetzlichen Anspruchs auf vier Wochen vorbereiten soll.[26][27]
- In Tschechien können Männer, die als Väter des geborenen Kindes gelten oder dieses in Pflege nehmen, einen Vaterschaftsurlaub beantragen. Der Antrag kann von Männern gestellt werden, die zuvor mindestens 3 Monate als selbständig Berufstätige oder Angestellte Krankenkassenbeiträge geleistet haben. Die Freistellung kann sich ab dem 1. Januar 2022 bis auf 14 Tage belaufen und muss innerhalb der ersten 6 Wochen nach der Geburt des Neugeborenen oder der Inpflegenahme eines Kindes unter sieben Jahren in Anspruch genommen werden.[28]

## Regelungen weltweit
- Die Vereinigten Staaten von Amerika sind (Stand: 2019) das einzige westliche Industrieland, in dem es gesetzlich verankert weder Vaterschafts- noch Mutterschaftsurlaub gibt. So kehrt jede vierte Mutter innerhalb von zehn Tagen nach der Geburt an den Arbeitsplatz zurück; im Jahr 2016 gewährten die meisten Firmen lediglich zwei Wochen Mutterschaftsurlaub.[29] Nur große Unternehmen sind aufgrund des Family and Medical Leave Act (FMLA) verpflichtet, Müttern und Vätern eine Auszeit für die Kinderbetreuung zu gewähren. Gestattet ein Arbeitgeber allerdings Müttern Auszeiten, muss er sie Vätern genauso gewähren.[30]